# 주오구 (구마모토시)
주오구(일본어: 中央区)는 일본 구마모토현 구마모토시의 행정구이다.

## 교통

### 철도
- 규슈 여객철도 호히 본선
  - 헤이세이역 - 미나미쿠마모토역 - 신스이젠지역 - 스이젠지역

### 도로
- 국도 3호선
- 국도 57호선
- 국도 266호선